# FC ENM
에프씨이엔엠(영어: FC ENM)는 대한민국의 연예기획사이다.

## 소속 가수
- 아일리원
- 케빈

## 이전 소속 가수
- 김규종